# Црногорска народна војска (1945)
Црногорска народна војска (ЦНВ) је била квислиншка оружана формација, формирана почетком 1945. године под војним и политичким руководством Секуле Дрљевића, председника Црногорског државног вијећа (ЦДВ), које је деловало у Загребу, под покровитељством усташког режима Независне државе Хрватске. Главнину ЦНВ чинили су припадници појединих четничких јединица, које су се крајем 1944. године повукле са подручја Црне Горе, прешавши на подручје Босне. Тим јединицама је командовао пуковник Павле Ђуришић, који је након политичког раскида са генералом Дражом Михаиловићем склопио споразум са Секулом Дрљевићем, ставивши своје јединице под његову команду. Тиме је створена Црногорска народна војска, као војна формација Црногорског државног вијећа. У време стварања ЦНВ, дотадашње четничке јединице које су ушле у њен састав биле су већ увелико у стању унутрашњег растројства, тако да покушај њихове реорганизације није дао очекиване резултате. Највећи део ЦНВ је разбијен у завршној фази рата, приликом повлачења према северозападу у пролеће 1945. године.

## Историјски контекст
Крајем 1944. око 8.700 црногорских четника, под заповедништвом војводе, пуковника Павла Ђуришића, и приближно око 3.000 чланова њихових породица и других цивила, евакуисали су се с јединицама Вермахта преко територије НДХ у тешким условима хладноће, глади и тифуса. На планини Требави (Босанска Посавина) Ђуришић је одбио извршити заповест Драже Михаиловића, главног четничког заповедника, да се реорганизује и с њим заједно врати на територију Србије и Црне Горе. Ђуришић је радио везом ступио у контакт са српским квислинзима који су се домогли Словеније и Истре, Миланом Недићем и Димитријем Љотићем који га је и позвао да се пребаци у Словенију.

## Споразум Дрљевић—Ђуришић
Да би се домогао Словеније, морао је Ђуришић прећи територију НДХ који су контролисале усташко-домобранске снаге на десној обали Саве. Курирским је везама Ђуришић ступио у контакт са Секулом Дрљевићем, који је у Загребу, где је имао потпору власти НДХ, формирао Црногорско државно вијеће с циљем да на крају Другог светског рата још једном покуша обновити самосталну црногорску државу.
Дрљевић и Ђуришић су 22. марта 1945. потписали споразум, по којем су црногорске четничке јединице преименоване у Црногорску народну војску под заповедништвом Дрљевића, док је Ђуришић именован шефом штаба. Такође је Ђуришић кооптиран у Црногорско државно вијеће. Прва заповест Дрљевића црногорским четницима је била — борба за самосталну црногорску државу.
Према плану, јединице Црногорске народне војске је требало да код Славонског Брода организовано пређу Саву и железницом се транспортују до Словеније.

## Битка на Лијевча пољу
Дража Михаиловић, сазнавши за споразум др Дрљевић—Ђуришић, већ 23. марта 1945. издао распис у којем обавештава о Ђуришићевој „издаји према народу, Краљу и Врховној команди“. Ђуришић се поколебао те је почетком априла 1945, мимо споразума с др Дрљевићем наредио покрет својих постројби у правцу Лијевча поља, како би се преко Кордуна домогао Словеније најкраћом линијом. Уследила је вишедневна битка с усташко-домобранским снагама у којој су Ђуришићеве јединице претрпеле тешке губитке.

### Крај битке
Под тешким утиском пораза и расула, Ђуришићеве су се јединице почеле одазивати позивима људи др Дрљевића да напусте фронт код Лијевча поља и да се не боре против хрватских трупа. Најприје је комплетан 1. четнички пук под заповедништвом Ивана Јаничића тренутно обуставио борбе. Дрљевићев рођак, Ђуришићев бивши четнички заповедник Бранко Дрљевић и бивши четнички заповедник Бошко Аграм, успјели су унијети ред у хаос и 8. априла 1945. Ђуришићеве су трупе стављене под заповедништво Дрљевића. Овим јединицама усташе нису одузимале оружје.
Њихово је концентрисање обављено у касарни у Старој Градишки, где су били окружени усташким стражама, артиљеријом и тенковима. Ђуришића су усташе, након што се 17. априла 1945. с најближим сарадницима предао, убиле у логору Јасеновац.

## Говор Секуле Дрљевића
Секула Дрљевић са сарадницима је 10. априла 1945. дошао у касарну у Старој Градишки где се, с црногорском капом и сердарским грбом, обратио бившим четничким јединицама. У свом говору позвао их је да буду верни самосталној Црној Гори и да се наставе борити под „црногорском народном и државном заставом“ против партизана. Такође је казао да НДХ и Немачка признају црногорску независност.
Четници су обријали браде, а уместо југословенских кокарди добили су грбове Краљевине Црне Горе. Такође, уместо четничких, главна застава је постала црногорски алај-барјак. Око 2.500 рањених и од тифуса оболелих црногорских четника смештено је у усташку болницу у Старој Градишки.

## Формација
Црногорска народна војска имала је формацију од три бригаде:
- 1. бригада Вук Мићуновић
- 2. бригада Бајо Пивљанин
- 3. бригада Никац од Ровина

Заповедни ланац је био састављен од бивших четничких официра.

## Диференцијација
Из Старе Градишке, Црногорска народна војска дислоцирана је у Окучане, где је стављена под надзор најприје 2. а онда 5. усташког збора.
Сарадници Дрљевића обавили су поделу људства по националној припадности, на Црногорце и нецрногорце, јер је у њиховим редовима било и четника из Србије и Босне. Одвајани су Срби из редова Црногорске народне војске и под стражом спровођени до усташа који су их убијали. Срби-четници из источне Херцеговине сматрани су Црногорцима и нису одвајани.

## Епилог
Црногорска народна војска - сада састављене од нешто мало „зеленаша“, али највећим делом од Ђуришићевих људи евакуисана - је возом преко Загреба у Словенију. Међутим, баш у то време, јединице Четврте југословенске армије генерала Петра Драпшина су оперисале на подручју Копар-Постојна-Трст-Горица. У таквим околностима, затворен је обруч око града Дравограда, где су се снаге Југословенске армије и даље сукобљавале са јединицама немачких дивизија које су пошто-пото желеле да се извуку из Југославије. Овај рат после рата је трајао све до 15. маја, када је Немачка капитулирала у Југославији.
Као изасланик, на преговоре са партизанским јединицама, упућен је официр Црногорске народне војске, бивши заменик Павла Ђуришића, мајор Васо Вукчевић, који је тражио да се партизанске снаге опходе са заробљеним четницима по ратним правилима. Њега је примио политички комесар 51. војвођанске дивизије, генерал-мајор Милан Баста у Дравограду.
Укупно 4.000 припадника Црногорске народне војске, бивших Ђуришићевих четника пало је у немилост новим победницима. Договорено је да политички комесар 7. далматинске бригаде, Душан Секић Шаца оде до четника који су желели да се предају и предочи им услове предаје.
Васо Вукчевић је тада одржао последњи и најчувенији говор окупљеним четницима, који су и даље били наоружани, следећим речима:
Браћо, ратна срећа нам је окренула леђа. Ми смо коначно изгубили рат. Рат су добили наши противници и нама не преостаје ништа друго него да се предамо новој југословенској армији. Морамо дисциплиновано и мирно примити коначни пораз и поћи у заробљеништво. Добио сам увјеравања да ће побједници у рату испитати нашу кривицу, а то ће бити представници нове југословенске армије.
Живјела нова југословенска армија! Живјеле Енглеска, Америка и Русија!

Посљедњи пут вам се, браћо, обраћам и нек' нам свевишњи Бог буде у помоћ!
Након овог говора, почело је разоружавање Ђуришићевих четника и спровођење у логор, који је организовао штаб 51. војвођанске дивизије. Планирано је да се сви спроведу до Марибора и да се ту испита појединачно свачија кривица, уколико је постојала. Супротно томе, нови победници се уопште нису држали споразума. Неколико дана касније, већина заробљених четника је стрељана на Зиданом Мосту, а остатак је прикључен оним националистима које су Енглези вратили из Аустрије и заједно са њим пострељани у Кочевским шумама од 20. до 25. маја 1945.
Рачуна се да је у овим маршевима смрти страдало око 3.500 припадника Црногорске народне војске, бивших четника Павла Ђуришића. Само један мањи број је успео да побегне преко границе и исприча о партизанским одмаздама.
Међутим један значајан део бивших Ђуришићевих четника је прешао у јединице Југословенске армије.
Секулу Дрљевића су убили бивши припадници Црногорске народне војске у новембру 1945. у Аустрији.